# Chiesa di San Bernardino (Albenga)
La chiesa e l'ex convento di San Bernardino da Siena è un luogo di culto cattolico situato nella zona detta Vadino, in piazza San Bernardino, nel comune di Albenga in provincia di Savona. La chiesa è sede della parrocchia omonima del vicariato di Albenga della diocesi di Albenga-Imperia. La chiesa e il complesso sono soggetti al Vincolo della Soprintendenza dal 1910.

## Storia
L'edificio conventuale fu costruito dai frati minori isservanti nel 1466 anche grazie alla forte devozione della popolazione verso il santo Bernardino da Siena che predicò nella stessa Albenga. La sua costruzione si prolungò negli anni successivi e al 1483, a opera oramai terminata, risale l'affrescatura delle pareti per opera dei fratelli Tommaso e Matteo Bisaci di Busca. Il terreno era di un'area che nel XV secolo venne acquisita dal Comune di Albenga dall'abate dell'Isola Gallinara. Il monastero sorse nella zona del Monte, sotto la zona del convento di San Martino, nei pressi dell'anfiteatro. Dal Registrum del 1473 risultano alcune case rurali a Vadino e sulle pendici del Monte: tali insediamenti furono probabilmente conseguenti alla costruzione del monastero.

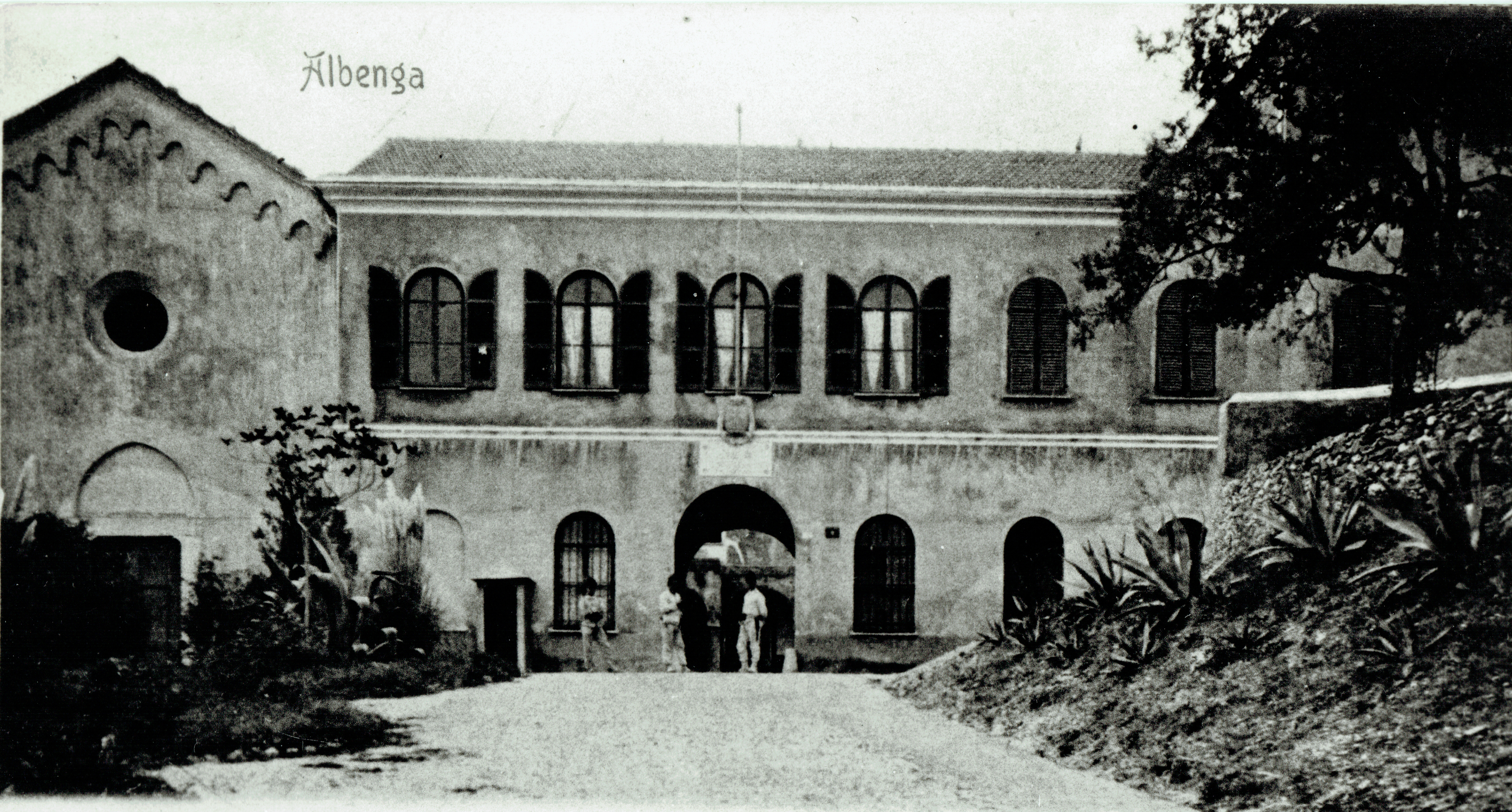
Albenga Caserma Garibaldi Quartiere della Brigata 5 Genio Militare San Bernardino 1904

Grazie alla cartografie di Matteo Vinzoni è noto qualche elemento ulteriore, ad esempio la presenza di due ali rivolte a settentrione che contornano per un breve tratto la via che da Albenga porta al monastero, anche se non si sa se si tratti di strutture murarie o di un viale alberato di ingresso al monastero, è certo che la piazza fosse ricca di grossi alberi. L'uso religioso della chiesa e del convento perdurò fino alla fine del XVIII secolo quando, nel 1796, durante la dominazione francese di Napoleone Bonaparte, la comunità monastica fu soppressa per ordine napoleonico, i conventi venduti tramite asta pubblica. La guerra che infuriava con la riconquista austriaca del Nord Italia portò molte truppe francesi e molti feriti ad Albenga, così che il 26 novembre venne requisito il monastero di San Bernardino, trasferendo i pochi frati rimasti in San Domenico; tale operazione venne accolta bene dalla cittadinanza, in quanto tornarono i frati in Città, e poterono riprendere con maggior attenzione la loro vocazione alla cura, che avveniva anche grazie a una piccola ma fornita farmacia. In quest'epoca il complesso fungeva quindi da ospedale militare. Nel 1812 la struttura si presentava come:'...è d'una sola navata, e dalla parte sinistra entrando contiene diverse sfondate cappelle. Ha la facciata al Levante proceduta da una sufficiente Piazza, resa ombrosa da più fronzuti alberi che in essa esistevano

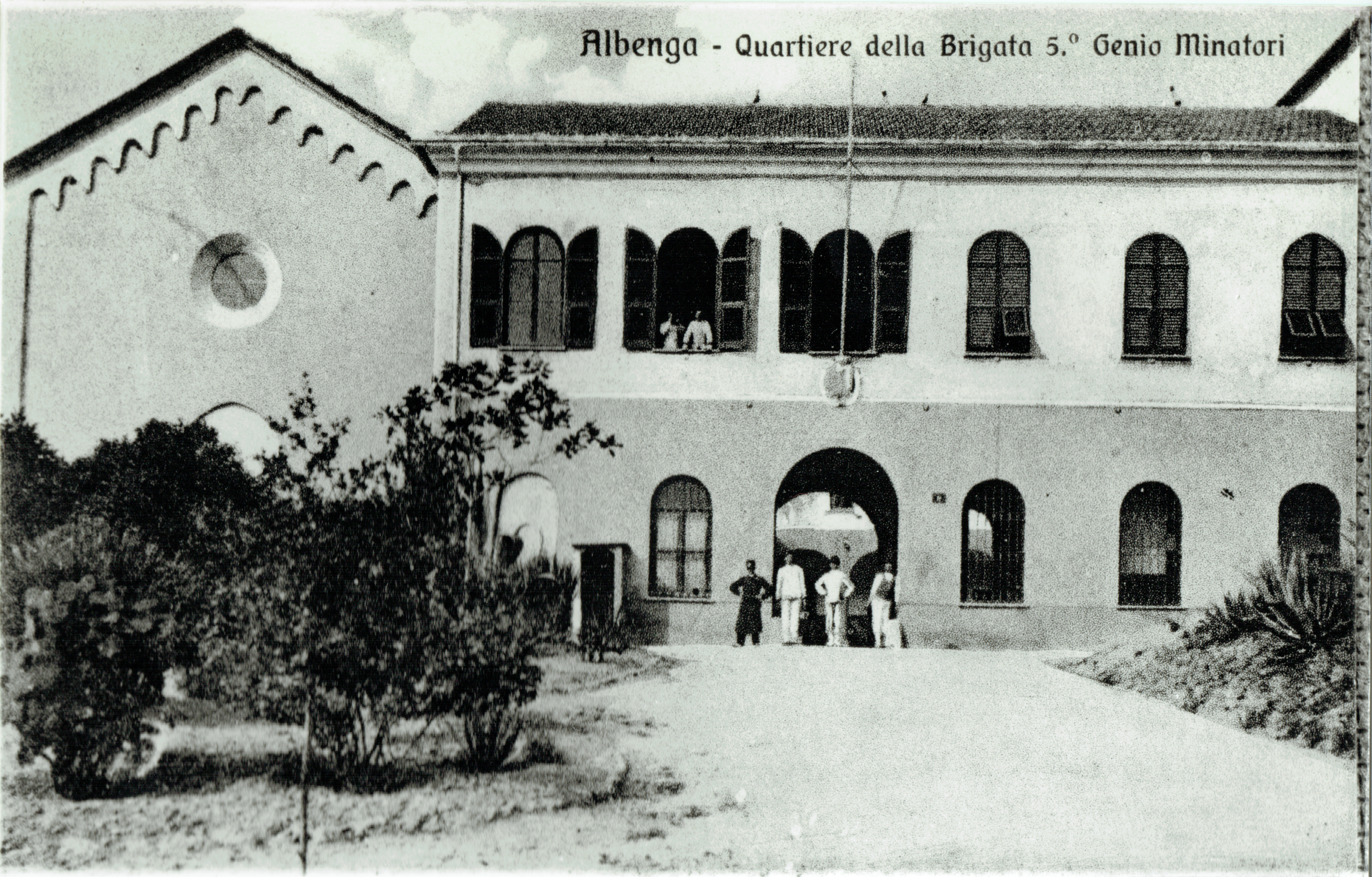
Albenga Caserma Garibaldi Quartiere della Brigata 5 Genio Militare San Bernardino 1907

Quindi l'impianto venne trasformato in caserma e carcere mandamentale, ma anche in una palestra per gli studenti del ginnasio. Nel 1907 la parte anteriore del complesso divenne la caserma Giuseppe Garibaldi. Dopo la costruzione della Caserma Piave a Vadino, la struttura venne lasciata a se stessa, cosicché il Comune decise di lasciare alcuni locali ai privati cittadini, mentre il carcere restò in funzione fino agli anni '60, ma ospitava solo casi particolari, come chi era in attesa di giudizio o una pena lieve; nel secondo conflitto bellico venne usata come prigione da parte del Comitato di Liberazione Nazionale di Albenga, incarcerandovi persone colluse con il regime nazifascista. Nel 1971 vennero eseguiti lavori di ripristino dove si è evidenziato che il terzo lato del chiostro, verso ovest e verso la collina, è stato demolito in un'età ancora indeterminata per allargare il cortile, fino a contatto con la roccia, costruendo in suo luogo una grossa scarpata o contrafforte che sorregga la parte più alta del convento, a due piani, coi corridoi interni e i vani ancora conservati nelle loro strutture originarie, forse dovute a una sistemazione seicentesca. Di questo lato scomparso del chiostro sono state trovate impronte e le imposte delle volte sull'intonaco della scarpata, e risulta con sorpresa che in parte queste erano più basse rispetto a quelle degli altri due lati; non è stato finora possibile accertare se per un divario cronologico o per un'intenzionale diversità di strutture. Nessuna traccia avanza invece del quarto lato, sacrificato e spostato in avanti, se non prima, nei lavori di adattamento a caserma realizzati nel 1897 di cui si ritrovato il progetto Negli anni '80 iniziò un processo di riqualificazione che permise al complesso di ospitare l'Istituto Professionale per l'agricoltura e l'ambiente 'D. Aicardi', la scuola primaria di Vadino oltre che il comando di Polizia Municipale. Tale intervento fu possibile grazie alla volontà della Soprintendenza per i beni architettonici della Liguria, che riportò la chiesa alle forme originali. Nel 2010 durante un diserbo e pulizia è scesa un po' di terra che ha portato alla luce un fronte in muratura realizzato in diverse epoche, in almeno quattro o cinque fasi dalla quale si è evidenziata una certa lettura stratigrafica.

## Descrizione
La struttura della chiesa si presenta ad unica navata di forma rettangolare, con un profondo e ampio coro a due campate con volta a crociera. Solo in epoche successive furono aggiunte le cappelle nella parte sinistra dell'edificio divenendo quasi una navata laterale minore aggiunta.
Nella parete destra è presente il ciclo di affreschi dei fratelli pittori Bisaci raffigurante il Giudizio Universale, impostato in quattro fasce orizzontali; tra le raffigurazioni scene della Città Celeste, il Purgatorio e l'Inferno. Altri affreschi della chiesa provengono dalla chiesa di Santa Maria del Bòssero della frazione di Leca.